# Georg Lotz (Politiker)

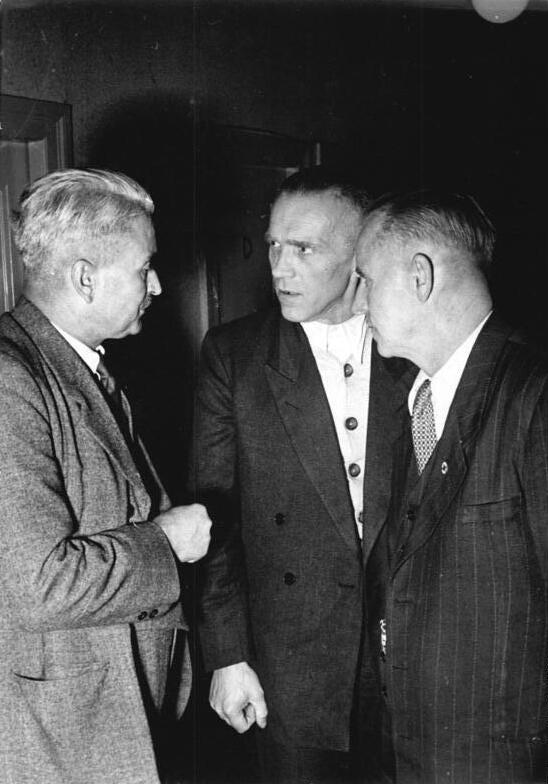
Lotz (l.) mit den Abgeordneten Walter Biering (r.) und Rudolf Lessig in der Volkskammer am 10. Oktober 1951.

Georg Heinrich Lotz (* 9. September 1899 in Völkershausen; † 2. Juli 1957 Bad Salzungen)  war ein deutscher Bauer und Politiker. In der Sowjetischen Besatzungszone und der Deutschen Demokratischen Republik (DDR) war er Funktionär der Vereinigung der gegenseitigen Bauernhilfe (VdgB) und vertrat diese als Abgeordneter im Deutschen Volksrat, der Volkskammer und dem Thüringer Landtag.

## Leben
Georg Lotz, Sohn eines Schreiners, besuchte die Volksschule und diente zwischen 1917 und 1919 im kaiserlichen Heer. 1924 wurde er Mitglied der Kommunistischen Partei Deutschlands (KPD). Zwischen 1928 und 1946 arbeitete Lotz als selbständiger Bauer und Schäfermeister in Sünna, in der NS-Zeit stand er zeitweise wegen seiner politischen Gesinnung unter Polizeiaufsicht.
Nach Kriegsende 1945 gehörte Lotz in Thüringen zu den Mitbegründern der Vereinigung der gegenseitigen Bauernhilfe. Ob dieses Engagements im Agrarsektor wurde er zum Vereinigungsparteitag von KPD und SED delegiert und in den ersten Parteivorstand der Sozialistischen Einheitspartei Deutschlands (SED) gewählt, in dem er bis zum II. Parteitag 1947 verblieb. Im Juni 1946 wurde Lotz zum ersten Vorsitzenden des Thüringer VdgB-Landesverbandes gewählt. Diese Funktion übte er bis 1951 hauptamtlich aus. Bei der Konstituierung der Beratenden Landesversammlung von Thüringen bekam die VdgB fünf Fraktionssitze, von denen Lotz einen erhielt und die Fraktion führte. Bei den ersten Landtagswahlen 1946 kandidierte Lotz in Thüringen ebenfalls für die VdgB, die zu den Wahlen als einzige Massenorganisation zugelassen war. Sie errang drei Sitze, deren Bedeutung bei der entstandenen Sitzverteilung nicht unwesentlich war. Da die SED mit genau 50 von 100 Parlamentssitzen keine numerische Mehrheit besaß, kam es zumindest theoretisch durchaus auf die Stimmen der VdgB an.
Mit Gerhard Lotz gab es in der dreiköpfigen Fraktionen nur einen langjährigen Kommunisten, der mittlerweile auch Mitglied der SED war. Paula Rabetge, Tochter eines Rittergutsbesitzers, war nominell zwar auch SED-Mitglied, für die Parteiführung aber offensichtlich eine „unsichere Kantonistin“, wie ihre spätere Flucht in die Westzone am 4. September 1948 eventuell als berechtigt erscheinen lässt. Das dritte Fraktionsmitglied Karl Herzberg war Mitglied der Christlich-Demokratischen Union Deutschlands (CDU) in der DDR. Somit kam Lotz im Thüringer Landtag eine besondere Rolle zu, die ihm auch den Zugang zu weiteren Ämtern öffnete.
Er wurde im November 1947 bei der Gründung des sowjetzonenweiten Zentralverbandes der VdgB zum 3. Vorsitzenden gewählt. Bei der Konstituierung des 2. Deutschen Volksrates wurde er als dessen Abgeordneter für die VdgB gewählt. Auch in der nachfolgenden Provisorischen Volkskammer und in der ersten Wahlperiode der Volkskammer vertrat Lotz die VdgB als Abgeordneter. 1951 wechselte er von Erfurt aus dem VdgB-Landesvorstand nach Berlin, wo er bis 1954 die Viehwirtschaftskammer der VdgB leitete. Anschließend zog er wieder in seine Thüringer Heimat, wo er die Tierzuchtinspektion Erfurt leitete. Bis zu seinem Tod blieb Lotz Mitglied im Zentralvorstand der VdgB.
Lotz starb am 2. Juli 1957 in Bad Salzungen.